# Serica takagii
Serica takagii är en skalbaggsart som beskrevs av K. Sawada 1937. Serica takagii ingår i släktet Serica och familjen Melolonthidae. Inga underarter finns listade i Catalogue of Life.